# Sasiny (gmina Boćki)
Sasiny – wieś w Polsce położona w województwie podlaskim, w powiecie bielskim, w gminie Boćki.
W latach 1975–1998 miejscowość należała administracyjnie do województwa białostockiego.
Miejscowość jest siedzibą prawosławnej parafii Przemienienia Pańskiego. Znajduje się w niej prawosławna cerkiew oraz położony przy niej cmentarz. Według podania cerkiew wybudowana została przez ród Kalejczyckich, z powodu odkrycia źródełka z żywą wodą. Natomiast wierni kościoła rzymskokatolickiego należą do parafii św. Stanisława w Milejczycach.
W XVI wieku wieś należała do rodziny Sasinów.
Według Powszechnego Spisu Ludności z 1921 roku wieś zamieszkiwało 132 osoby, wśród których 18 było wyznania rzymskokatolickiego, 107 prawosławnego a 7 mojżeszowego. Jednocześnie 72 mieszkańców zadeklarowało polską przynależność narodową, 53 białoruską a 7 żydowską. Było tu 25 budynków mieszkalnych. Kolonię wsi Sasiny-Ostrów zamieszkiwało 19 osób, w tym 9 rzymskich katolików i 10 wyznania mojżeszowego. Podział narodowościowy był taki sam.

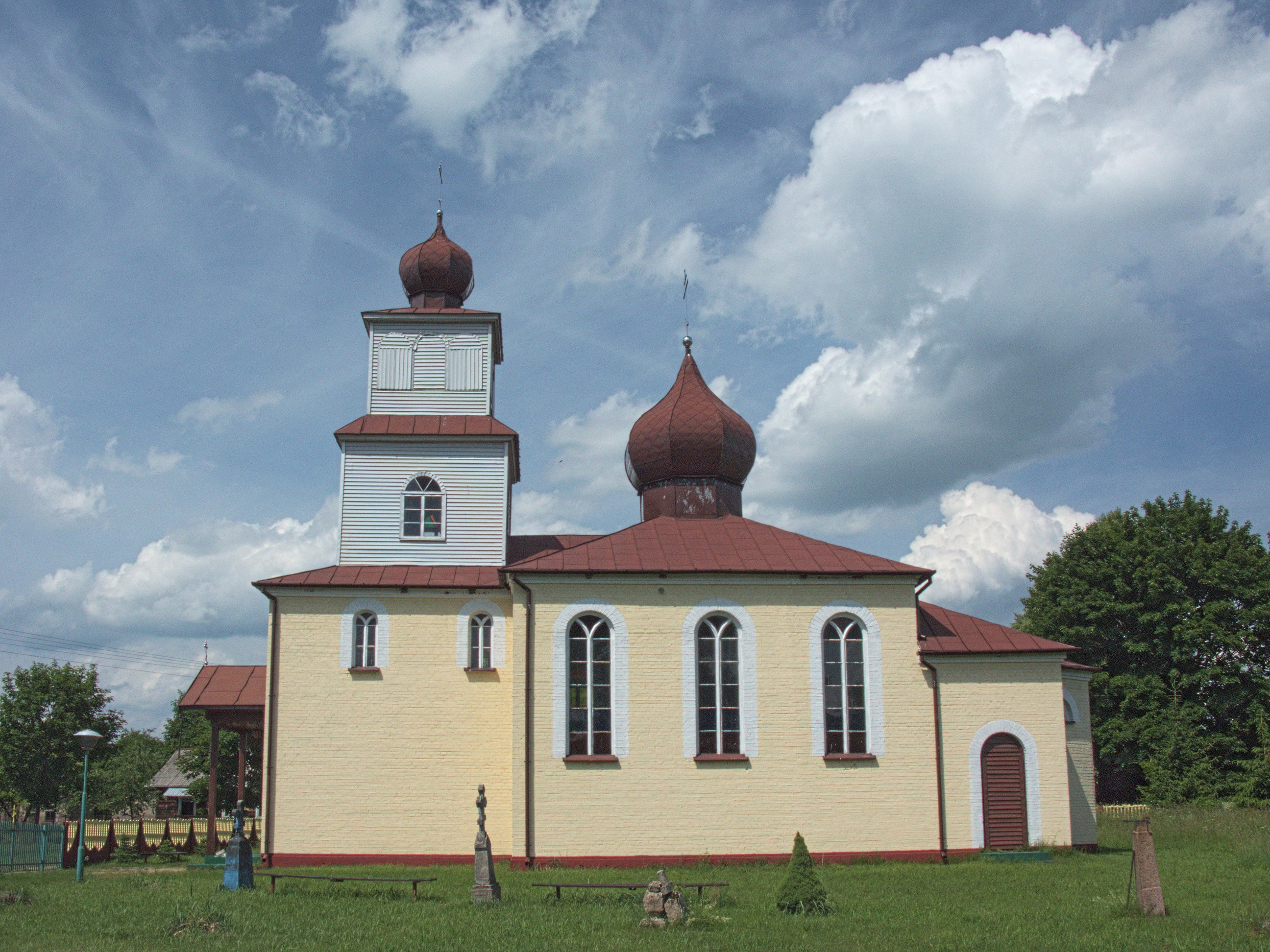
Cerkiew Przemienienia Pańskiego
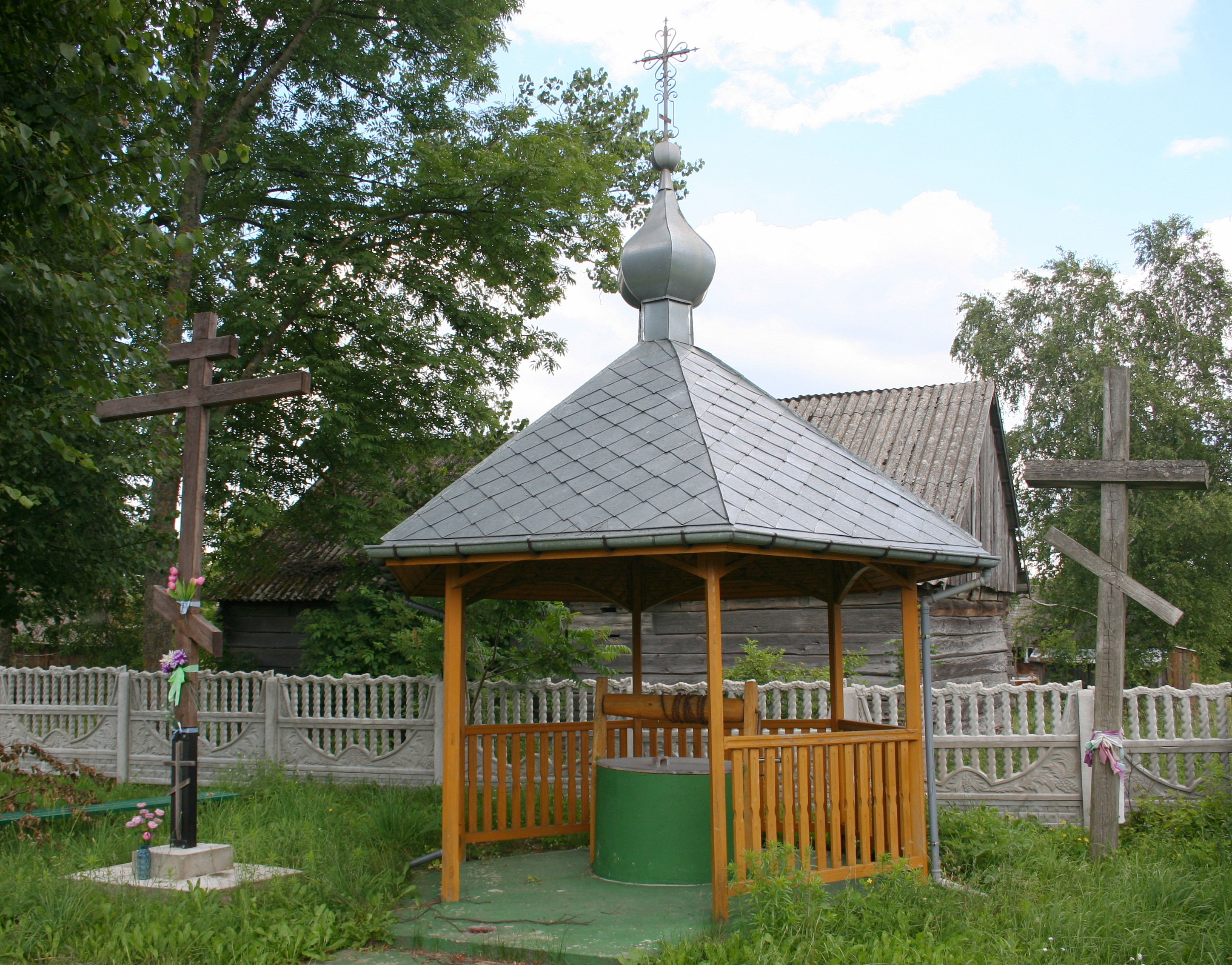
Studnia przy cerkwi